# Línea 112 (Rosario)
La Línea 112 es una línea de transporte urbano de pasajeros de la ciudad de Rosario, Argentina. El servicio está actualmente operado por la empresa estatal MOVI tras la reciente salida del sistema de la prestataria del Grupo 3 a cargo de la empresa El Cacique Ros.
Anteriormente el servicio de la línea 112 era prestado en sus orígenes y bajo la denominación de línea 2 por Empresa Ribera del Paraná Sociedad de Responsabilidad Limitada, luego Transportes La Puntual SRL, Municipalidad de Rosario, Transportes Progreso Automotor SRL (fusionando el recorrido con la línea 301, y tomando su denominación), Rio Carcarañá SRL (denominándose desde 1986 línea 112), Transportes Saladillo Sociedad Anónima, UTE Malvinas Argentinas, C.O.T.A.L. S.A., y Empresa Mixta de Transporte de Rosario Sociedad Anónima -EMTRSA- desde el año 2007 hasta el 31 de diciembre de 2018, ya que a partir del 1° de enero de 2019, la empresa El Cacique Ros se hizo cargo de la línea.

## Recorridos
Servicio diurno y nocturno.

### Cartel Negro Juan Pablo II y Avenida Génova X Vélez Sarsfield
IDA:Desde Avenida Battle y Ordóñez, Bouvlevard Nicolás Avellaneda, Riachuelo, Pasaje 2012, Avenida Manuel Arijón, Bouvlevard Nicolás Avellaneda, Gregorio Aráoz de Lamadrid, Cafferata, Aurora, Avenida Ovidio Lagos, Gregorio Aráoz de Lamadrid, Pueyrredón, Avenida José Uriburu, Italia, José de Amenábar, Avenida José de San Martín, Primera Junta, Continuando por Maipú, Santa Fe, Mariano Moreno, Catamarca, San Nicolás, Salta, Avenida Alberdi, Canning, Vélez Sarsfield, Formosa, Junín, Avenida Provincias Unidas, Vélez Sarsfield, Nicaragua, Avenida Juan José Paso, Nicaragua, Juan Bautista Justo, Venezuela, Avenida Albert Schweitzer, José Colombres, Martinez Estrada, Hasta Tarragona.
Regreso:Desde Ayala Gauna, José Colombres, Juan Bautista Justo, México, Vélez Sarsfield, Avenida Provincias Unidas, Junín, Avenida Alberdi, Avenida Bordabehere, Constitución, Tucumán, Manuel Dorrego, San Lorenzo, Francisco Narciso de Laprida, Bouvlevard 27 de Febrero, España, Juan Canals, Avenida José Uriburu, Bouvlevard Otoño, Juan María Gutiérrez, Santiago, Olegario Víctor Andrade, Avenida Ovidio Lagos, Avenida Nuestra Señora del Rosario, Colectora Juan Pablo II, Bouvlevard Nicolás Avellaneda, Avenida Battle y Ordóñez, Avenida Ovidio Lagos, Colectora Sur José María Rosa, Hasta Curapaligüe.

### Cartel Rojo Juan Pablo II y Avenida Génova X Casilda -Servicio discontinuado por Emergencia del Transporte
IDA:Desde Avenida Battle  y Ordóñez, Bouvlevard Nicolás Avellaneda, Calle 2019, Riachuelo, Pasaje 2012, Avenida Manuel Arijón, Bouvlevard Nicolás Avellaneda, Gregorio Aráoz de Lamadrid, Cafferata, Aurora, Avenida Ovidio Lagos, Pueyrredón, Avenida José Uriburu, Italia, José de Aménabar, Avenida José de San Martín, Primera Junta, Continuando por Maipú, Santa Fe, Mariano Moreno, Catamarca, Constitución, Avenida Bordabehere, Avenida Arquitecto Mongsfeld, Bouvlevard Nicolás Avellaneda, Casilda, Formosa, Junín, Avenida Provincias Unidas, Vélez Sarsfield, Avenida Juan José Paso, Nicaragua, Juan Bautista Justo, Venezuela, Avenida Albert Schweitzer, José Colombres, Martinez Estrada, Hasta Tarragona.
Regreso:Desde Ayala Gauna, José Colombres, México, Vélez Sarsfield, Avenida Provincias Unidas, Junín, República Dominicana, Humberto 1°, Pasaje Avenida Harding, Avenida Arquitecto Mongsfeld, Avenida Alberdi, Constitución, Tucumán, Manuel Dorrego, San Lorenzo, Francisco Narciso de Laprida, Bouvlevard 27 de Febrero, Sarmiento, Rueda, España, Juan Canals, Manuel Dorrego, Avenida José Uriburu, Bouvlevard Oroño, Juan María Gutiérrez, Santiago, Olegario Víctor Andrade, Avenida Ovidio Lagos, Avenida Nuestra Señora del Rosario, Colectora Norte Juan Pablo II, Bouvlevard Nicolás Avellaneda, Avenida Manuel Arijón, Pasaje 2012, Calle 2019, Bouvlevard Nicolás Avellaneda, Avenida Battle y Ordóñez, Hasta Colectora Sur José María Rosa.